# .dm
.dm — в Інтернеті, національний домен верхнього рівня (ccTLD) для Домініки.

## Домени 2-го та 3-го рівнів
В цьому національному домені нараховується близько 29,700 вебсторінок (станом на січень 2007 року).
У наш час використовуються та приймають реєстрації доменів 3-го рівня такі доменні суфікси (відповідно, існують такі домени 2-го рівня):
| Суфікс  | Регламентовані користувачі                                            |
| .edu.dm | Наукові та дослідницькі установи, коледжі, університети або інститути |